# Mauna punctillata
Mauna punctillata là một loài bướm đêm trong họ Geometridae.